# Шнюрпфлінген
Шнюрпфлінген (нім. Schnürpflingen) — громада в Німеччині, знаходиться в землі Баден-Вюртемберг. Підпорядковується адміністративному округу Тюбінген. Входить до складу району Альб-Дунай.
Площа — 10,71 км2. Населення становить 1421 ос. (станом на 31 грудня 2020).